# 青い珊瑚礁 (1949年の映画)
『青い珊瑚礁』（あおいさんごしょう、The Blue Lagoon）は1949年に公開されたイギリスの恋愛映画。ヘンリー・ドヴィア・スタックプールによる小説を原作とする。フランク・ローンダーが監督し、ジーン・シモンズとドナルド・ヒューストンが主演した。
ロケ撮影はフィジーのヤサワ諸島にて行われた。

## キャスト
| 役名                 | 俳優                           | 日本語吹替 | 日本語吹替 |
| 役名                 | 俳優                           | テレビ版1  | テレビ版2  |
| -------------------- | ------------------------------ | ---------- | ---------- |
| エメリン・フォスター | ジーン・シモンズ               | 阪口美奈子 | 武藤礼子   |
| マイケル・レイノルズ | ドナルド・ヒューストン         | 中尾彬     | 朝戸正明   |
| エメリン（幼少期）   | スーザン・ストランクス         | 降旗文子   |            |
| マイケル（幼少期）   | ピーター・ルドルフ・ジョーンズ | 木下清     |            |
| パディー・ボタン     | ノエル・パーセル               | 宮口精二   |            |
| マードック           | ジェームス・ハイター           | 笠間雪雄   |            |
| ジェームス・カーター | シリル・キューザック           |            |            |

- テレビ版1：初回放送1965年12月25日 NHK『劇映画』14:50-16:32[3]
- テレビ版2：放送日1968年1月3日 KTV 23:52-